# ウェイキング・ザ・フォーレン
『ウェイキング・ザ・フォーレン』（Waking the Fallen）は、アメリカ合衆国のヘヴィメタル・バンド、アヴェンジド・セヴンフォールドが2003年に発表した2作目のスタジオ・アルバム。インディーズ・レーベルのホープレス・レコードからリリースされた。

## 解説
本作よりジョニー・クライストが加入し、バンドは2009年まで本作と同じラインナップで活動を続ける。About.comのChad Bowarは、本作の音楽性に関して「なおもメタルコアではあるが、以前より少しメタル・サイドに傾倒し始めた」と説明している。アメリカではTシャツが付属した限定盤もリリースされた。
母国アメリカではBillboard 200入りは果たせなかったが、『ビルボード』のトップ・ヒートシーカーズでは15位、インディペンデント・アルバム・チャートでは12位に達した。日本では、2006年10月4日に前スタジオ・アルバム『サウンディング・ザ・セヴンス・トランペット』（2001年）との2枚組CDとしてHowling Bull Entertainmentから発売され、オリコンチャートで176位に達した。

## 収録曲
特記なき楽曲はアヴェンジド・セヴンフォールド作。
1. "Waking the Fallen" (Avenged Sevenfold, Scott Gilman) – 1:42
2. "Unholy Confessions" – 4:43
3. "Chapter Four" – 5:42
4. "Remenissions" – 6:06
5. "Desecrate Through Reverence" – 5:38
6. "Eternal Rest" – 5:12
7. "Second Heartbeat" – 7:00
8. "Radiant Eclipse" – 6:09
9. "I Won't See You Tonight (Part 1)" – 8:58
10. "I Won't See You Tonight (Part 2)" – 4:44
11. "Clairvoyant Disease" – 4:59
12. "And All Things Will End" – 7:40

## 参加ミュージシャン
- M.シャドウズ - リード・ボーカル
- シニスター・ゲイツ - リードギター、ピアノ、バッキング・ボーカル
- ザッキー・ヴェンジェンス - リズムギター、バッキング・ボーカル
- ジョニー・クライスト - ベース
- ザ・レヴ - ドラムス、バッキング・ボーカル

アディショナル・ミュージシャン
- スコット・ギルマン - オーケストラ・アレンジ、パフォーマンス